# 坪山徳弥
坪山 徳弥（徳彌、つぼやま とくや、1890年（明治23年）11月15日 – 1970年（昭和45年）12月28日）は、大正から昭和期の農業指導者、政治家。衆議院議員（3期）、参議院議員（1期）、栃木県河内郡姿川村長。栃木県を代表する戦後昭和期の農業指導者。

## 経歴
栃木県河内郡姿川村下欠（現宇都宮市）で、坪山弥重、トモの二男として生まれる。1910年（明治43年）栃木県立宇都宮中学校（現栃木県立宇都宮高等学校）を卒業した。
その後、家業の農業に従事。徴兵され、その後、陸軍砲兵中尉に昇進し、帝国軍人教育会地方委員、帝国在郷軍人会姿川分会長、同河内郡連合分会長などを務めた。また、地方森林会議員、栃木県馬匹畜産組合連合会副会長、同養蚕組合連合会副会長などにも就任した。
1919年（大正8年）栃木県会議員に当選し、同参事会員、同副議長、同議長に就任し、姿川村長も務めた。1932年（昭和7年）2月、第18回衆議院議員総選挙に栃木県第1区から立憲政友会公認で出馬して初当選し、第19回総選挙でも再選された。1937年（昭和12年）4月の第20回総選挙では落選したが、石山寅吉の死去に伴い同年6月に繰上補充となり、翼賛議員同盟に所属して衆議院議員に連続3期在任した。
戦後、関東甲信地区ビール麦連絡協議会長、栃木県蚕糸業協会長、同草地協会長、同畜産会長、同農業協同組合中央会長、同農業協同組合信用基金協会長、同農地集田化推進協議会長、同農業会議会長、同拓殖農業協同組合長、県経済農業協同組合連合会長、同種子協会長、同養蚕近代化推進協議会長、同農業拓殖基金協会長、関東交通相談役などを務めた。1959年（昭和34年）春の褒章で畜産関係団体要職に就いて馬匹改良に努め家畜市場開設に尽くして畜産振興発展に寄与したとして藍綬褒章受章。
湯沢三千男の死去に伴い、1963年（昭和38年）4月に実施された第5回参議院議員通常選挙栃木県地方区補欠選挙に自由民主党公認で出馬して当選し、参議院議員に1期在任した。また、自民党栃木県連顧問に就任した。1965年（昭和40年）秋の叙勲で勲二等瑞宝章受章（勲四等からの昇叙）。1965年6月栃木県社会福祉施設費として100万円寄付により1966年（昭和41年）4月9日紺綬褒章受章（飾版）。
1970年（昭和45年）12月28日死去、80歳。死没日をもって正四位に叙され、銀杯一組を賜った。

## 伝記
- 坪山徳弥記念事業委員会編『坪山徳弥伝』坪山徳弥記念事業委員会、1971年。